# Jozef Stank
Jozef Stank (26. října 1940 Nitra – 7. března 2005 Bratislava) byl československý a slovenský politik Komunistické strany Slovenska, po sametové revoluci Strany demokratické levice, poslanec Sněmovny národů a Sněmovny lidu Federálního shromáždění za normalizace a počátkem 90. let, v letech 2001–2002 ministr obrany SR v první vládě Mikuláše Dzurindy, pak vedoucí Kanceláře prezidenta Slovenské republiky.

## Biografie
V roce 1964 vystudoval Strojnickou fakultu Slovenské vysoké školy technické, obor organizace a řízení výroby. V letech 1964–1989 potom pracoval v elektrotechnickém průmyslu. V letech 1980–1986 byl ředitelem podniku Tesla Bratislava a generálním ředitelem podniku VHJ Tesla – spotrebná elektronika Bratislava.
Politicky se angažoval již za normalizace. Ve volbách roku 1986 byl zvolen za KSS do Sněmovny národů Federálního shromáždění. V roce 1987 byl pověřen vedením obchodního úseku na Ministerstvu elektrotechnického průmyslu ČSSR. Po sametové revoluci se stal členem a předsedou parlamentní komise pro dohled nad vyšetřováním zásahu 17. listopadu. V politice se udržel, už počátkem roku 1990 patřil mezi hlavní stoupence reformního proudu v komunistické straně a podílel se na její transformaci na Stranu demokratické levice. Stal se tehdy místopředsedou Federálního shromáždění. Opětovně byl do slovenské části Sněmovny národů Federálního shromáždění zvolen ve volbách roku 1990 (volební obvod Západoslovenský kraj) za KSS, která v té době byla ještě slovenskou územní organizací celostátní Komunistické strany Československa (KSČS). Postupně se ale osamostatňovala a na rozdíl od sesterské strany v českých zemích se transformovala do postkomunistické Strany demokratické levice. Stank proto přešel do klubu SDĽ. Ve volbách roku 1992 přešel do Sněmovny lidu. Zasedal zde až do zániku Československa.
V letech 1993–2001 působil v diplomatických službách na velvyslanectví Slovenska v České republice, od roku 1998 jako velvyslanec SR v ČR. Měl hluboké kontakty na českou politickou elitu, zejména ČSSD. V roce 2001 sehrál roli v řešení česko-kubánské krize, při níž byli na Kubě zadrženi Češi Ivan Pilip a Jan Bubeník. Stank pomohl doručení dopisu Petra Pitharta kubánským představitelům a umožnil tak cestu na Kubu, kterou Pithart následně vykonal. Do slovenské politiky se zapojil v letech 2001–2002 jako ministr obrany SR v první vládě Mikuláše Dzurindy za SDĽ. Pak v letech 2002–2004 působil na postu vedoucího Kanceláře prezidenta Slovenské republiky za prezidentského mandátu Rudolfa Schustera.
Byl ženatý, měl tři děti. Zemřel v roce 2005 v bratislavské nemocnici.